# Mícheál Ó Domhnaill
Pour les articles homonymes, voir Domhnaill.
Mícheál Ó Domhnaill (mʲiːçaːɫ oː dˠɔwnˠɨlʲ), né le 7 octobre 1951 à Dublin et décédé le 7 juillet 2006 dans cette même ville, est un chanteur irlandais multi-instrumentiste (guitare, tin whistle, piano et harmonium), devenu célèbre par ses participations avec des groupes tels que Skara Brae, The Bothy Band, Relativity, Nightnoise (en), et une fructueuse collaboration avec le fiddler Kevin Burke.

## Biographie
Mícheál Ó Domhnaill vient au monde le 7 octobre 1951 à Dublin, et grandit à Kells (comté de Meath). Son père, Aodh, et sa mère, Brid, sont tous deux des chanteurs traditionnels, et ses sœurs, Tríona Ní Dhomhnaill et Maighread Ní Dhomhnaill, sont deux chanteuses et musiciennes renommées. Aody Ó Domhnaill ayant grandi à Rann na Feirste (Ranafast, comté de Donegal), la fratrie, incluant également deux autres garçons, Éamonn et Conall, y passe de nombreux étés, y apprenant le gaélique irlandais. Néillí Ní Dhomhnaill, la tante des enfants Dhomhnaill, est une collectrice de chants traditionnels.
Mícheál Ó Domhnaill apprend le piano jusqu'à l'âge de seize ans, puis se tourne vers la guitare.

### Skara Brae
À la fin des années 1960, Mícheál Ó Domhnaill et ses sœurs forment le groupe Skara Brae, avec le guitariste Dáithí Sproule (qui est à présent membre d'Altan). Leurs arrangements à la fois harmonieux et inventifs de chansons irlandaises auront une influence importante dans la reconnaissance de la musique irlandaise traditionnelle.
Le groupe publie son premier album en 1971, sous le label Gael-Linn Records (en). Ce premier enregistrement est déjà marqué par l'harmonisation des chants en irlandais. 
En 2004, Mícheál Ó Domhnaill décrit ainsi l'influence de Skara Brae au cours de l'émission Rattlebag de la RTÉ :

« Une fois par an, alors que nous étions encore étudiants, on rencontrait les gars de Derry, qui étaient très intéressés par notre langue, autant que nous, et dans un cycle d'auto-stimulation, on descendait au lac après la classe pour chanter. On chantait des chansons des Beatles, mais aussi des chants irlandais, avec des essais d'harmonisation à la guitare. On a beaucoup appris des Beatles. On les écoutait tout le temps, ainsi que toute la musique qui fleurissait à cette époque (Pentangle, Steeleye Span), et on essayait de s'en inspirer pour la musique irlandaise »

— Interview datant de 2004 de Mícheál Ó Domhnaill, membre de Skara Brae
Mícheál Ó Domhnaill est l'un des premiers guitaristes traditionnels irlandais, avec Dáithí Sproule, à accorder sa guitare en DADGAD, et il a marqué profondément le style des interprètes qui l'ont suivi. Ó Domhnaill et Sproule ont été marqués dans leur jeunesse par John Renbourn et Bert Jansch de Pentangle.
Au début des années 70, Mícheál Ó Domhnaill est le premier présentateur de l'émission de RTÉ appelée The Long Note, qui présente des musiciens irlandais, dont la plupart n'a pas encore été enregistrée.
En 1973, encore étudiant avec sa sœur Triona à l'University College Dublin, il collabore avec Mick Hanly, pour finalement éditer l'album Celtic Folkweave, sous le label Polydor.

### The Bothy Band
À la fin de l'année 1974, Mícheál Ó Domhnaill cofonde le très populaire The Bothy Band, avec Matt Molloy (irish flute et tin whistle), Paddy Keenan (uilleann pipes et tin whistle), Paddy Glackin (fiddle), bientôt remplacé par Tommy Peoples puis par Kevin Burke, Dónal Lunny (bouzouki, guitare et production), et sa sœur Tríona Ní Dhomhnaill (clavecin et voix). Durant les cinq ans de sa vie, le groupe sera un des groupes les plus excitants de l'histoire de la musique irlandaise traditionnelle. L'enthousiasme qu'il dégage et la virtuosité musicale pratiquée définiront une référence pour les groupes irlandais traditionnels à venir.
Le 2 février 1975, The Bothy Band se produit pour la première fois, au Trinity College de Dublin. Malgré son extrême popularité, le groupe n'enregistrera que trois albums en studio : The Bothy Band (1975), Old Hag You Have Killed Me (1976) et Out of the Wind Into the Sun (1977). Un enregistrement en public sera réalisé en 1979.
En 1979, le groupe se dissout, mais les membres continuent de jouer un rôle important dans le développement de la musique traditionnelle irlandaise. Dónal Lunny rejoint pour quelque temps Planxty, puis participe à la création du groupe de rock celtique Moving Hearts, en parallèle de son activité de producteur. Tríona Ní Dhomhnaill, quant à elle, s'installe aux États-Unis et crée le groupe Touchstone, qui aura une existence assez brève, puis rejoint son frère pour former Relativity et Nightnoise.

### Nightnoise
En 1983, après sept ans avec The Bothy Band, et plusieurs années de collaboration avec Kevin Burke, Mícheál Ó Domhnaill se met à la recherche d'un nouveau projet musical, et d'un nouveau son. Il rencontre Billy Oskay à Portland, Oregon, et commence une collaboration centrée sur une musique nouvelle et innovante qui intègre les inspirations irlandaises, de jazz et de musique de chambre.
Trois ans plus tard, Tríona Ní Dhomhnaill et le flûtiste américain Brian Dunning rejoignent le duo original. Le groupe Nightnoise était né. Le premier album du quatuor, Something of Time, est publié en 1987. Il est bientôt suivi par At the End of the Evening (1988), The Parting Tide (1990) et par la compilation A Windham Hill Retrospective (1992).
Au départ de Billy Oskay, le fiddler écossais Johnny Cunningham (en), en provenance du groupe Silly Wizard (en), qui a déjà joué dans le groupe Relativity le remplace. Le groupe acquiert alors un son plus irlandais, quoique gardant sa propre signature. Paraissent alors Shadow of Time (1994) et A Different Shore (1995), ainsi que The White Horse Sessions (1997), un album caractérisé par des enregistrements en studio et en public.
The White Horse Sessions est le dernier album du groupe. Johnny Cunningham quitte le quitte peu après la sortie du disque, et est remplacé par le fiddler irlandais John Fitzpatrick. Dans une interview datant de 1999, Mícheál Ó Domhnaill affirme que Nightnoise existe toujours, et qu'un nouveau départ est proche. Mais malgré de nouveaux enregistrements, aucun nouvel album n'est publié et le Nightnoise est officiellement dissous à la fin de 2003.
Mícheál Ó Domhnaill retourne en Irlande à la fin des années 90 et commence une nouvelle collaboration avec le fiddler Paddy Glackin (en) entre autres.

### Hommages
Mícheál Ó Domhnail décède le 7 juillet 2006 des suites d'une chute dans sa maison de Dublin. Ses funérailles furent suivies par les membres de The Bothy Band et beaucoup d'autres musiciens d'Irlande et du monde entier.
Le 24 mai 2007, sa vie et son œuvre furent célébrées par un ensemble de musiciens et de chanteurs irlandais, tels que Paddy Keenan, Dónal Lunny, Kevin Burke et Mary Black, ainsi que ses sœurs et frère, Tríona, Maighread et Conall.

## Discographie

### Avec Skara Brae
- Skara Brae (1971).

### Avec Mick Hanly
- Celtic Folkweave (1973).

### Avec The Bothy Band
- The Bothy Band (album) (1975) ;
- Old Hag You Have Killed Me (1976) ;
- Out Of The Wind (1977) ;
- After Hours (Live in Paris) (1979) ;
- Best Of The Bothy Band (1983) ;
- The Bothy Band - Live in Concert (1995).

### Avec Kevin Burke
- Promenade (1979) ;
- Portland (1982).

### Avec Relativity
- Relativity (1985) ;
- Gathering Pace (1987).

### Avec Nightnoise
- Nightnoise (1984) ;
- Something of Time (1987) ;
- At the End of the Evening (1988) ;
- The Parting Tide (1990) ;
- A Windham Hill Retrospective (1992) ;
- Shadow of Time (1993) ;
- A Different Shore (1995) ;
- The White Horse Sessions (1997) ;
- Pure Nightnoise (2006).

### Avec Paddy Glackin
- Athchuairt (2001).

### Comme producteur
- Noel Hill & Tony Linnane, de Noel Hill (1978) ;
- Jealousy, de Touchstone (1984).